# Paddy Jones
Sarah Patricia Jones, nota come Paddy Jones (Stourbridge, 1º luglio 1934), è una ballerina britannica di salsa, celebre per aver vinto nel 2009 il talent show spagnolo Tú sí que vales al fianco di Nico Espinosa, suo compagno di ballo. Nel 2014, Paddy e Nico hanno partecipato all'ottava stagione di Britain's Got Talent, dove si sono posizionati al nono posto.
È l'attuale detentrice del record del Guinness dei primati come "ballerina più anziana di salsa acrobatica".

## Biografia
Sarah Patricia, detta Paddy, è nata il 1º luglio 1934 a Stourbridge, in Inghilterra (Regno Unito). Ha iniziato a ballare la danza classica quando aveva 2 anni e mezzo e a quindici anni ha iniziato a prendere lezioni in più discipline. Tuttavia, lasciò la danza all'età di 22 anni quando sposò suo marito, David. Nel 2001 i due si sono trasferiti a Gandia, in Spagna, quando David è andato in pensione, ma quest'ultimo è morto di leucemia solo due anni dopo. Dopo la morte di suo marito, Paddy ha deciso di tornare a ballare e prendere lezioni di flamenco presso l'accademia di danza di Nicolás "Nico" Espinosa, dove ha imparato a ballare la salsa e ha formato il duo "Son del Timbal" con Nico stesso (che ha 40 anni in meno di lei).

### Tú sí que vales
Nel 2009 Paddy e Nico hanno partecipato al talent show spagnolo Tú sí que vales, vincendo lo spettacolo il 2 dicembre 2009. Hanno anche vinto 10000 € e una fama mondiale dopo essere stati paragonati a Susan Boyle.

### Britain's Got Talent
Nel 2014 Paddy e Nico hanno fatto un provino per l'ottava stagione di Britain's Got Talent. Il loro provino è stato trasmesso su ITV nel Regno Unito il 12 aprile. Alla fine dell'audizione, la giudice Amanda Holden, entusiasta, ha usato il suo Golden Buzzer per inviare la coppia direttamente alla semifinale. Il 29 maggio, è stato riferito che Paddy e Nico dovevano ritirarsi dallo spettacolo dopo che Paddy si era rotta la costola mentre provava una nuova performance con Nico, con Amanda Holden che esprimeva la sua delusione: «Da quando ho visto per la prima volta Paddy ballare, mi sono innamorata di lei ... E penso davvero che avrebbe potuto vincere l'intero spettacolo». Tuttavia, il giorno dopo è stato annunciato che Paddy e Nico sarebbero rimasti ancora nella competizione dello show, con il via libera dei medici. Paddy e Nico sono andati in scena il 31 maggio, superando le semifinali con tre su quattro voti favorevoli dei giudici. Hanno ballato un'ultima performance alla finale dal vivo del 7 giugno 2014, arrivando in nona posizione.

### Das Supertalent
Nel 2015 hanno partecipato con il nome "Paddy & Nicko" nella versione tedesca dello spettacolo: Das Supertalent. Raggiunsero la finale il 12 dicembre 2015. Finirono in nona posizione, su dodici candidati.

### La France a un incroyable talent
Nel novembre 2016 Paddy & Nico ha fatto un provino per la versione francese del Britain's Got Talent, La France a un incroyable talent. Hanno ottenuto un voto unanime per la successiva stagione.

### Teletón Cile 2017
Nel dicembre 2017 Paddy e Nico sono stati invitati a partecipare alla maratona del Teletón del 2017 in Cile.

### Festival di Sanremo 2018
Nel febbraio 2018 Paddy è ospite speciale alla 68ª edizione del Festival di Sanremo, ballando per tre delle cinque serate sulle note della canzone Una vita in vacanza del gruppo musicale italiano Lo Stato Sociale. La band alla fine del Festival si è classificata in seconda posizione su venti partecipanti. Così come afferma la band italiana, Paddy è stata da loro trovata tramite una ricerca sul web: «Volevamo portare a Sanremo la vecchia che balla, come cita la nostra canzone, e abbiamo digitato questa frase su Google. Al tredicesimo posto è uscito il nome di Paddy.» Paddy, insieme a Nico, ha anche contribuito alla creazione del videoclip della canzone Una vita in vacanza, pubblicato il 7 febbraio sulla piattaforma YouTube.